# Lauren Holiday
Lauren Nicole Holiday (* 30. September 1987 in Indianapolis, Indiana als Lauren Nicole Cheney) ist eine ehemalige US-amerikanische Fußballspielerin. Sie spielte für den FC Kansas City und für die US-amerikanische Nationalmannschaft.

## Leben und Karriere
Holiday wurde mit einem Herzfehler geboren und mit drei Jahren am offenen Herzen operiert. Da die Ärzte den Eltern empfahlen, dass sie Sport treiben sollte, um das Herz zu stärken, begann sie schon früh mit Fußball und Basketball und war schon vor ihrem sechsten Geburtstag eine herausragende Fußballspielerin. Vom sechsten bis zwölften Lebensjahr spielte sie in Knabenmannschaften und wechselte dann zu Carmel United Heat. Sowohl während ihrer Zeit an der Ben Davis High School als auch an der UCLA erhielt sie mehrere Auszeichnungen und gehörte zu den herausragenden Torschützinnen, die mehrere spielentscheidende Tore schoss. 2009 spielte sie für Pali Blues in der W-League, seit 2010 in der WPS für die Boston Breakers.

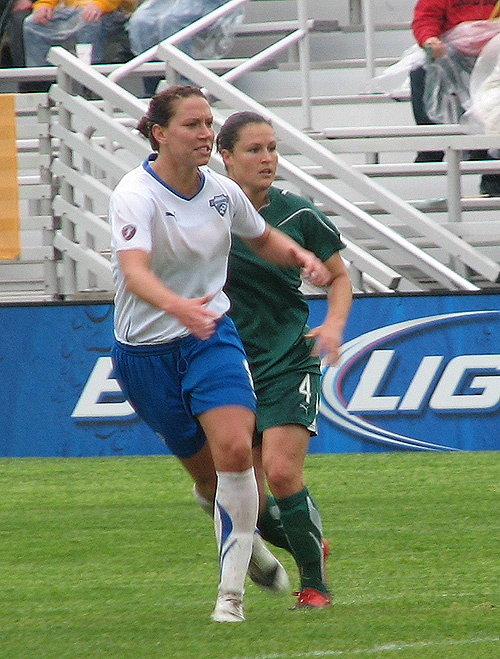
Holiday in einem Spiel gegen Saint Louis Athletica

Holiday durchlief mehrere US-Jugendmannschaften und gehörte mit 17 Jahren zum Kader, der bei der U-19-Fußball-Weltmeisterschaft der Frauen 2004 in Thailand den dritten Platz belegte, wobei sie in allen sechs Spielen zum Einsatz kam und zwei Tore erzielte. 2005 gewann sie als jüngstes Kadermitglied mit der U-21 den Nordic Cup, und erzielte dabei in 4 Spielen 2 Tore. 2006 gewann sie die CONCACAF U-20-Meisterschaft der Frauen 2006, wobei sie vier Tore erzielte, davon das entscheidende Tor im Finale gegen Kanada zum 3:2-Sieg. Sie gehörte zur U-20-Mannschaft die bei der U-20-Weltmeisterschaft in Russland Vierter wurde, nachdem sie sowohl im Halbfinale als auch im Spiel um Platz 3 jeweils im Elfmeterschießen verlor. Dabei kam sie in vier Spielen zum Einsatz, verschoss aber im Elfmeterschießen des Halbfinales den letzten Elfmeter.
Bei den Panamerikanischen Spielen 2007 erreichte sie mit der U-20-Mannschaft das Finale, verlor aber mit 0:4 gegen die Brasilianische A-Mannschaft, u. a. mit Marta.
Holiday wurde 2005 erstmals zum Training der A-Nationalmannschaft eingeladen und machte ihr erstes A-Länderspiel mit 19 Jahren am 26. Januar 2007 beim 0:0 gegen Deutschland im Rahmen des Vier-Nationen-Turniers, das die USA gewannen. Das erste Länderspieltor erzielte sie am 14. April 2007 gegen Mexiko, als ihr in der 88. Minute das Tor zum 5:0-Endstand gelang.
2008 konnte sie den Algarve-Cup gewinnen, wobei sie ein Tor beisteuerte. Da sich Abby Wambach verletzte wurde sie für die Olympischen Spiele in Peking nominiert, wurde aber in den Gruppenspielen nicht eingesetzt. Durch ihre Einwechslungen in den folgenden K.-o.-Spielen trug sie aber zum Gewinn der Goldmedaille bei.
2010 konnte sie erneut den Algarve-Cup gewinnen und erzielte dabei das entscheidende Siegtor beim 3:2 im Finale gegen Deutschland. Beim CONCACAF Women’s Gold Cup 2010 gelangen ihr zwei Tore. Da die USA durch die Niederlage im Halbfinale gegen Mexiko die direkte Qualifikation für die WM 2011 verpasste, musste sie in die Playoffs gegen den Europafünften Italien. Dabei wurde sie in beiden Spielen eingewechselt. Insgesamt kam sie 2010 in 13 Spielen zum Einsatz und erzielte sieben Tore.
2011 kam sie in neun von zehn Spielen vor der WM zum Einsatz, u. a. bei den Siegen im Vier-Nationen-Turnier und Algarve-Cup und erzielte zwei Tore, u. a. den 1:0-Siegtreffer im letzten offiziellen Länderspiel vor der WM. Sie gehörte zum Kader der USA für die Weltmeisterschaft 2011 in Deutschland. Im ersten WM-Spiel gegen Nordkorea erzielte sie nach Flanke von Abby Wambach den 1:0-Führungstreffer. Auch in den weiteren Gruppenspielen, im Viertelfinale gegen Brasilien und im Halbfinale gegen Frankreich kam sie zum Einsatz. Gegen Frankreich erzielte sie in der neunten Minute die 1:0-Führung und nach dem 3:1-Sieg stand sie im Finale gegen Japan. Dieses gewannen die Japanerinnen mit 3:1 im Elfmeterschießen, nachdem es nach Verlängerung 2:2 stand. Holiday hatte bereits in der 8. Minute die Chance zum 1:0, schoss aber knapp vorbei. Zur zweiten Halbzeit wurde sie ausgewechselt.
Holiday stand im Kader für das olympische Fußballturnier in London und wurde in allen sechs Spielen eingesetzt. Im Finale gegen Japan am 9. August 2012 gewann sie zum zweiten Mal die Goldmedaille.
In der Saison 2013 spielte sie in der neugegründeten National Women’s Soccer League, der höchsten amerikanischen Profiliga im Frauenfußball für den FC Kansas City.

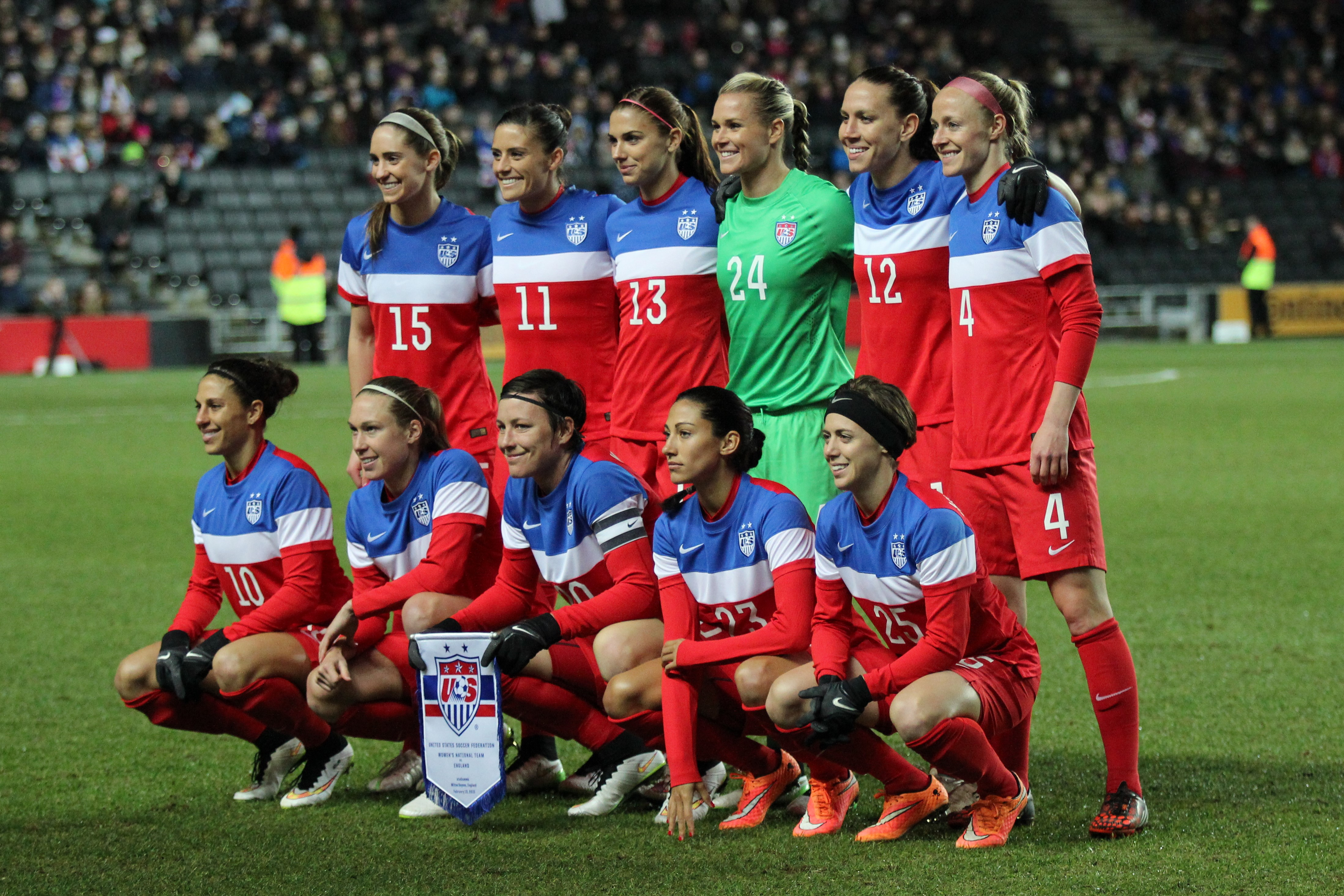
Holiday (Nummer 12) mit der US-Nationalmannschaft vor dem Spiel gegen England am 13. Februar 2015

Am 8. Mai 2014 absolvierte sie beim 1:1 gegen Kanada als 30. Spielerin der USA ihr 100. Länderspiel.
Sie wurde auch für den US-Kader der WM 2015 berufen. Sie kam in sechs Spielen zum Einsatz. Im Achtelfinale gegen Kolumbien erhielt sie ebenso wie Megan Rapinoe die zweite Gelbe Karte, wodurch beide für das Viertelfinale gegen China gesperrt waren. Gegen Deutschland kehrte sie dann wieder in die Startelf des Halbfinalspiels zurück. Im Finale gegen Japan erzielte sie beim 5:2-Rekordsieg das dritte Tor und damit das drittschnellste Tor der Finalgeschichte. Durch das 5:2 wurde sie erstmals Weltmeisterin.
Am 25. Oktober 2015 bestritt sie beim 3:1-Sieg gegen Brasilien ihr letztes Länderspiel und führte dazu die Mannschaft als Spielführerin auf das Feld. Insgesamt kam sie in zehn Jahren zu 133 Länderspielen, in denen sie 24 Tore erzielte.

## Privatleben
Holiday heiratete am 7. Juli 2013 den Basketballprofi Jrue Holiday und nahm dessen Familiennamen an.

## Erfolge
- Weltmeisterin bei der Fußball-Weltmeisterschaft der Frauen 2015
- CONCACAF U-20-Meister 2006
- NCAA Meister 2007
- Algarve-Cup-Siegerin 2008, 2010, 2011, 2013, 2015
- Panamerikanische Spiele 2007 Silbermedaille
- Olympiasiegerin 2008 und 2012
- Vizeweltmeisterin 2011
- NWSL-Meisterin 2014, 2015
- Sieg beim CONCACAF Women’s Gold Cup 2014

## Auszeichnungen
- Soccer America, Soccer Buzz, Top Drawer Soccer National Player of the Year 2007
- Gatorade Girls’ High School Player of the Year 2005
- U.S. Soccer Young Female Athlete of the Year 2007
- Berufung in die Mannschaft des Turniers bei der Weltmeisterschaft 2011
- NWSL-MVP 2013
- NWSL-Torschützenkönigin 2013
- Fußballerin des Jahres 2014